# Acerocnema paradoxopyga
Acerocnema paradoxopyga är en tvåvingeart som beskrevs av Stackelberg 1952. Acerocnema paradoxopyga ingår i släktet Acerocnema och familjen kolvflugor. Inga underarter finns listade i Catalogue of Life.